# Zainskij rajon
Lo Zainskij rajon (in russo Заинский район?, in lingua tatara Zəy rayonı, Зәй районы) è un municipal'nyj rajon della Repubblica Autonoma del Tatarstan, in Russia. Istituito il 10 febbraio 1935, occupa una superficie di 1900,01 chilometri quadrati, ha come capoluogo Zainsk e ospitava nel 2021 una popolazione di 53 731 abitanti.